# 三谷幸喜のありふれた生活
『三谷幸喜のありふれた生活』（みたにこうきのありふれたせいかつ）は、三谷幸喜のエッセイ（三谷自身は日記のようなものと言っている）。挿絵は和田誠。2000年に朝日新聞で連載開始された。かつては毎週水曜の夕刊（12面前後）に掲載されていたが、現在は毎週木曜の夕刊（12面前後）に掲載している。

## 概要
内容は身の回りの生活のこと（飼っている猫や犬の事）や、舞台やTVドラマのこと（稽古の事・脚本の事など）。特に当時の妻である小林聡美に関することも多かったが、ある日帰宅すると小林がいなくなっており、そのまま離婚したことが記述された。また、離婚後、小林がこのエッセイに描かれることを嫌がっていたことも言及された。
次の週へ話が続く事も多い。連載を休んだ事は1回のみ（舞台の仕事の多忙につき）。
2020年に特別版として、古畑任三郎の新作を短期連載した。

## 登場人物
- 主人公：三谷幸喜（著者本人）
- 当時の妻：小林聡美（女優）2011年5月23日離婚
- 飼犬：とび（ラブラドールレトリバー）離婚後も三谷が飼っていたが2013年死亡
- 飼猫：オシマンベ（オシキャット）・おとっつあん（アメリカンショートヘア）・ホイ（元捨て猫）　離婚時に猫は2匹いて小林がひきとる。
- その他：舞台・ドラマなどの出演者

## シリーズ作品
- 三谷幸喜のありふれた生活（2002年）
- 三谷幸喜のありふれた生活 2 怒濤の厄年（2003年）
- 三谷幸喜のありふれた生活 3 大河な日日（2004年）
- 三谷幸喜のありふれた生活 4 冷や汗の向こう側（2005年）
- 三谷幸喜のありふれた生活 5 有頂天時代（2006年）
- 三谷幸喜のありふれた生活 6 役者気取り（2008年）
- 三谷幸喜のありふれた生活 7 ザ・マジックイヤー（2009年）
- 三谷幸喜のありふれた生活 8 復活の日（2010年）
- 三谷幸喜のありふれた生活 9 さらば友よ（2011年）
- 三谷幸喜のありふれた生活 10 それでも地球は回ってる（2012年）
- 三谷幸喜のありふれた生活 11 新たなる希望（2013年）
- 三谷幸喜のありふれた生活 12 とび（2014年）
- 三谷幸喜のありふれた生活 13 仕事の虫（2015年）
- 三谷幸喜のありふれた生活 14 いくさ上手（2016年）
- 三谷幸喜のありふれた生活 15 おいしい時間（2018年）
- 三谷幸喜のありふれた生活 16 予測不能（2021年）
- 三谷幸喜のありふれた生活 17 未曽有の出来事（2022年）
- 三谷幸喜のありふれた生活 18 時の過ぎゆくままに（2024年）